# Fatsansjön
Fatsansjön är en sjö i Vilhelmina kommun i Lappland och ingår i Vapstälvens huvudavrinningsområde. Sjön har en area på 0,145 kvadratkilometer och ligger 677,4 meter över havet. Fatsansjön ligger i Södra Gardfjället Natura 2000-område.

## Delavrinningsområde
Fatsansjön ingår i det delavrinningsområde (725103-148411) som SMHI kallar för Utloppet av Fatsansjön. Medelhöjden är 734 meter över havet och ytan är 5,3 kvadratkilometer. Det finns inga avrinningsområden uppströms utan avrinningsområdet är högsta punkten. Vattendraget som avvattnar avrinningsområdet har biflödesordning 3, vilket innebär att vattnet flödar genom totalt 3 vattendrag innan det når havet efter 84 kilometer. Avrinningsområdet består mestadels av skog (81 procent) och sankmarker (13 procent). Avrinningsområdet har 0,15 kvadratkilometer vattenytor vilket ger det en sjöprocent på 2,7 procent.